# Fehér horvátok
A fehér horvátok, másképp viszlyánok vagy viszlánok a 6. századtól a 11. századig a Kárpátoktól közvetlenül északra, a mai Lengyelország déli részén élő szláv nép voltak. Egy részük a 7. században délre vándoroltak a Balkánra, mint a horvátok névadói és fő alkotóeleme. Az északon maradottak a 11. században beolvadtak a lengyelek közé.

## Történetük
A szlávok őshazáját általában a Pripjaty környékére, azaz a mai Nyugat-Ukrajna, Belorusszia és Kelet-Lengyelország területére teszik. A „Visztula menti” szlávok, a viszlyánok, akiket fehér horvátokként is ismerünk, a 6. században már A Kárpátok északi oldalán éltek, Kis-Lengyelországban, központjuk Krakkó volt.
Innen, Fehér-Horvátországból VII. Kónsztantinosz bizánci császár szerint egy részük a 7. században – Hérakleiosz bizánci császár uralkodása (610 – 641) idején – Dalmatia provincia területére vándorolt, ahol ők lettek a horvátok névadói és valószínűleg többségi alkotóelemei. Maga a horvát név valószínűleg iráni eredetű szó, de eredetéről közelebbit nem tudunk.
Az északon maradt fehér horvátok a 9. században valószínűleg a Morva Fejedelemség befolyása alatt éltek. Annak megdöntése, a magyaroknak a Kárpát-medencébe való költözése után a magyarok szövetségesei voltak. A 10. század első felében saját fejedelemségüket szervezték Krakkó központtal, de 955 és 965 között a Kegyetlen Boleszláv vezetésével benyomuló csehek ezt felszámolták. I. Mieszko lengyel fejedelem, akinek Kegyetlen Boleszláv lánya volt az egyik felesége, ekkor még szövetségese volt Boleszlávnak. A szövetség azonban 985 körül felbomlott, és Mieszko 990-ben elfoglalta a fehér horvátok földjét, akik ezután beolvadtak a lengyel népbe.